# Danzé
Danzé és un municipi francès, situat al departament de Loir i Cher i a la regió de Centre - Vall del Loira.